# Freesenort

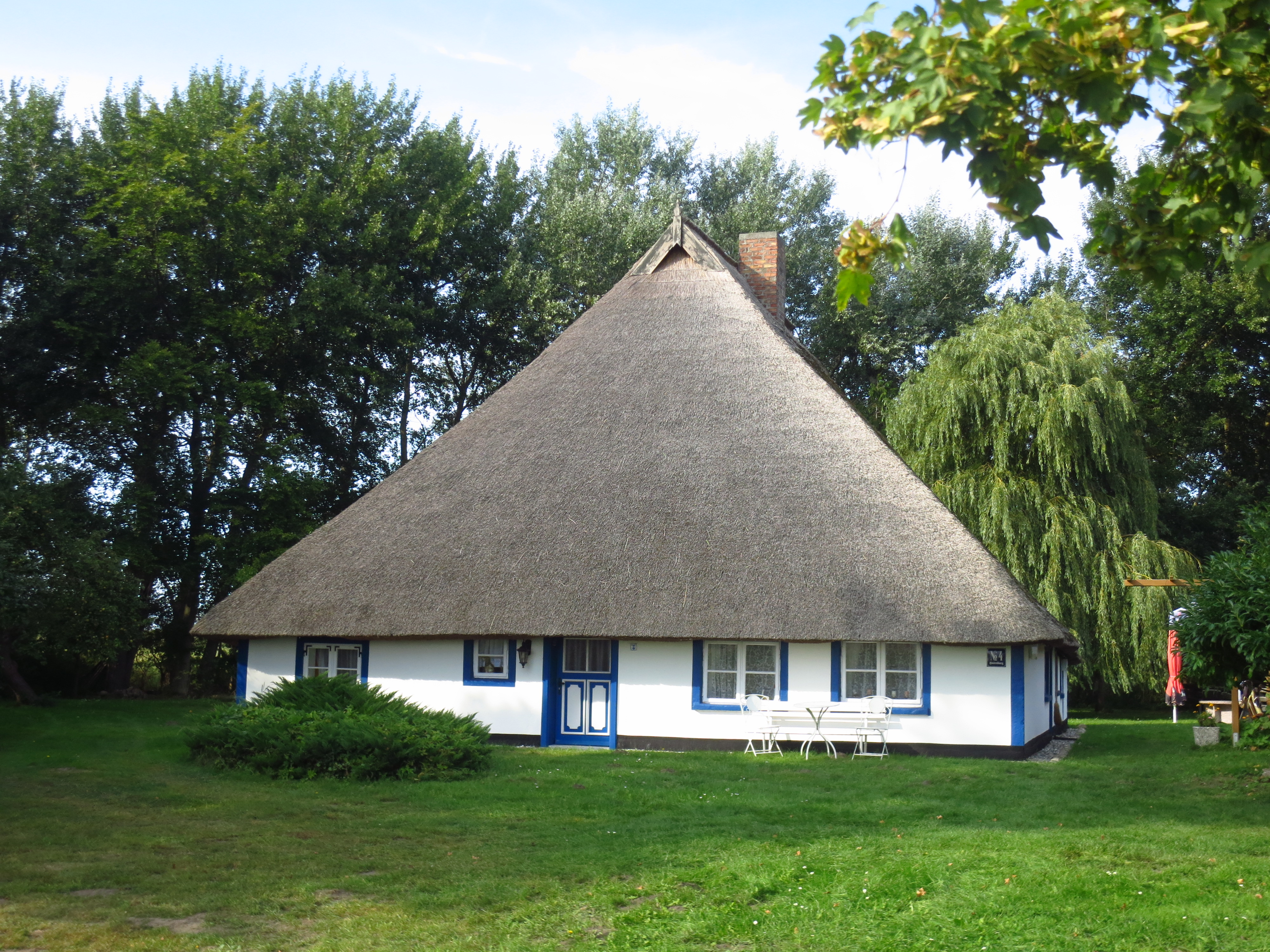
Die Hasenburg in Freesenort

Freesenort ist ein Ort auf der Insel Ummanz und gehört zur gleichnamigen Gemeinde. Er besteht aus vier Anwesen, alle vier Wohnhäuser des Ortes stehen unter Denkmalschutz.
Freesenort liegt im äußersten Südwesten der Insel Ummanz, etwa zwei Kilometer von Wusse und etwa vier Kilometer von Waase, dem Hauptort der Insel entfernt. Der Ort liegt im Nationalpark Vorpommersche Boddenlandschaft, an einem Teil der Westrügener Boddengewässer mit dem Namen Die Breite. Zwei Kilometer von Freesenort liegt die naturgeschützte Insel Heuwiese, ein Vogelschutzgebiet.
Erstmals wurde der Ort 1319 unter dem Namen Vreesenort genannt. Im 16. und 17. Jahrhundert sind Bauernhöfe im Ort erwähnt. Vermutlich bereits aus dem 17. Jahrhundert stammt die Hasenburg im „Zuckerhutstil“ mit tief herabgezogenen Dach. Sie ist das älteste der Häuser im Ort und vermutlich eines der ältesten Wohnhäuser im Bereich der Insel Rügen. Auch die übrigen drei Wohnhäuser des Ortes sind denkmalgeschützt.
Der Schriftsteller Herbert Nachbar lebte in den 1950er Jahren zeitweise in Freesenort.